# Limenitis schiffermulleri
Limenitis schiffermulleri är en fjärilsart som beskrevs av Higgins 1933. Limenitis schiffermulleri ingår i släktet Limenitis och familjen praktfjärilar. Inga underarter finns listade i Catalogue of Life.